# Santiago Navarro
Santiago Navarro Félez (El Prat de Llobregat, 17 ottobre 1936 – 8 ottobre 1993) è stato un cestista spagnolo.

## Carriera
Con la Spagna ha disputato i Giochi olimpici di Roma 1960 e i Campionati europei del 1961.